# Hans Karl Fritzsche
Hans Karl Fritzsche (* 3. Januar 1914 in Graudenz, Westpreußen; † 8. Juni 1999 in Bonn) war ein deutscher Offizier und Ministerialbeamter. Er gehörte dem Widerstand gegen den Nationalsozialismus an.

## Leben
Fritzsche wurde 1914 als Sohn eines Werkmeisters und dessen Frau geboren. Er wuchs in Plauen (Vogtland) und Singen auf. Nach dem Abitur 1933 studierte er von 1933 bis 1936 Geschichte, Philosophie, Germanistik und Kriegswissenschaften an der Universität Heidelberg (u. a. bei Paul Schmitthenner) und der Friedrich-Wilhelms-Universität zu Berlin. Von 1933 bis 1935 gehörte er der SA an und trat zum 1. Mai 1933 der NSDAP bei (Mitgliedsnummer 3.159.524). 1934 absolvierte er den Reichsarbeitsdienst in Rosenberg. 1936 wurde er bei Günther Franz an der Universität Heidelberg in Geschichte und Kriegsgeschichte mit der Dissertation Ein deutscher Grenzlandkampf im ausgehenden Mittelalter. Die Abwehrbewegung deutschen Volkstums gegen Burgund zum Dr. phil. promoviert. In dieser Zeit setzte er sich vergeblich für den Verbleib von Arnold Bergstraesser an der Universität ein, was sich negativ auf seine weitere Anstellung auswirkte.
Er trat daraufhin in die 1. Kompanie des angesehenen Infanterie-Regiments 9 in Potsdam ein. 1938/39 war er Leutnant in der 9. Kompanie. Nach Kriegsausbruch wurde er Ordonnanzoffizier im Stab des Infanterie-Regiments 178. Als Kompanieführer nahm er 1940 am Frankreichfeldzug teil. Später war er an der Ostfront (Rumänien, Bulgarien und Russland) eingesetzt. Zuletzt war er Führer des 3. Bataillons des LR. 1941 wurde er Oberleutnant und 1943 Hauptmann der Reserve. Er wurde schließlich schwer am linken Arm verletzt und war fortan nicht mehr fronttauglich. 1943/44 diente er im Grenadier-Ersatzbataillon 9, wo er den Kommandeur vertrat.
Über seinen Kontakt mit Oberleutnant Fritz-Dietlof von der Schulenburg gehörte er zu den engen Vertrauten von Oberst Claus Graf Schenk von Stauffenberg. Am 20. Juli 1944 kam er – wie er selber später in einem Interview darstellte – zu Fuß zum Ersatzheer in den Berliner Bendlerblock. Gemeinsam mit Mitverschwörern wie Berthold Schenk Graf von Stauffenberg, Fritz-Dietlof von der Schulenburg, Friedrich Gustav Jaeger und Ewald-Heinrich von Kleist-Schmenzin wartete er dort auf Stauffenbergs Rückkehr vom Führerhauptquartier Wolfsschanze. Nach dessen Ankunft teilte der Attentäter fälschlicherweise den Anwesenden den Tod Hitlers mit. Fritzsche, der bei Erfolg das Regierungsviertel zu besetzen hatte, wirkte zunächst an der Verhaftung von Generaloberst Friedrich Fromm mit. Er stand dann Wache und war für die Sicherheit auf den Gängen zuständig. Durch Zufall konnte er sich als Adjutant eines österreichischen Oberst ausgeben und verließ während des Scheiterns des Umsturzes den Bendlerblock nach Potsdam. Nach einigen Tagen wurde er von der Gestapo verhaftet. Er war u. a. im Zellengefängnis Lehrter Straße inhaftiert. Am 14. September 1944 erfolgte der Ausschluss aus der Wehrmacht, was am 19. Dezember rückgängig gemacht wurde. Ein Infanteriefeldwebel seines Regiments, Blutordens-Träger, verbürgte sich auf Anweisung seines ehemaligen Chefs bei der NS-Führung für ihn. Am 12. Dezember 1944 stellte der Oberreichsanwalt beim Volksgerichtshof, Ernst Lautz, das Verfahren ein. Zuletzt mit einem Versetzungsbefehl zur kämpfenden Truppe als Bataillonskommandeur verwendet, begab er sich 1945 in sowjetische Kriegsgefangenschaft, in der er bis 1947 verblieb.
Er setzte sein Studium an der Universität Freiburg im Breisgau (u. a. bei Clemens Bauer, Gerhard Ritter und Gerd Tellenbach) fort und legte schließlich das Staatsexamen für das höhere Lehramt ab. Er war von 1950 bis 1954 Lehrer für Geschichte, Deutsch und Kunst (bzw. Englisch) und Erzieher am reformpädagogischen Landeserziehungsheim Birklehof in Hinterzarten im Schwarzwald.
Aufgrund der anfänglichen Stimmung gegen die Verschwörer des 20. Juli entschied er sich gegen einen Eintritt in die Bundeswehr und war von 1955 bis 1963 als Ministerialrat persönlicher Referent des Bundestagspräsidenten Eugen Gerstenmaier (CDU), später dann Referent im Bundesfamilienministerium, zuständig für den deutsch-französischen Jugendaustausch. 1957 wurde Fritzsche selbst Mitglied der CDU; er stand sowohl für die Westintegration als auch für die Aussöhnung mit der Sowjetunion. Wegen seiner (politischen) Überzeugungen wurde er in den 1950er Jahren beim Verfassungsschutz als „Nationalbolschewist“ denunziert und kurzzeitig verhaftet.
1987 setzte er sich in einem an Bundesverteidigungsminister Manfred Wörner (CDU) gerichteten und in der Frankfurter Rundschau erschienenen Memorandum gegen die rechtsradikale Beeinflussung der Traditionspflege der Bundeswehr ein. Er forderte alle derartigen Versuche von Personen und Gruppen mit aller „Entschiedenheit und klarer Eindeutigkeit abzuweisen!“.
Ein Teil seines Nachlasses, darunter ein Gespräch aus dem Jahr 1974 mit Ulrich Wickert, befindet sich im Potsdam Museum.

## Auszeichnungen
- Eisernes Kreuz I. Klasse
- Deutsches Kreuz in Gold
- Infanterie-Sturmabzeichen
- Verwundetenabzeichen (1939) in Silber
- Orden der Krone von Rumänien (Ritter)
- 1974: Großes Bundesverdienstkreuz

## Schriften (Auswahl)
- Ein Leben im Schatten des Verrates. Erinnerungen eines Überlebenden an den 20. Juli 1944 (= Herderbücherei. Bd. 1152). Herder, Freiburg im Breisgau u. a. 1984, ISBN 3-451-08152-0.